# Yaylabağ, Yayladere
Yaylabağ là một xã thuộc huyện Yayladere, tỉnh Bingöl, Thổ Nhĩ Kỳ. Dân số thời điểm năm 2010 là 27 người.